# Jüdische Gemeinde Gommersheim
Die jüdische Gemeinde Gommersheim in Gommersheim existierte bis 1932 und wurde dann an die jüdische Gemeinde in Geinsheim angegliedert.

## Geschichte
Bereits im Jahr 1670 werden vier jüdische Familien genannt, die in Gommersheim lebten. In den Jahren bis ca. zur Mitte des 19. Jahrhunderts stieg die Zahl der jüdischen Gemeindemitglieder stetig an. 1835 stellten die jüdischen Einwohner 10,6 Prozent der Gesamteinwohner von Gommersheim. Ab Mitte des 19. Jahrhunderts kam es zu mehren Aus- und Abwanderungswellen, vorwiegend in die Vereinigten Staaten und im Zuge der fortschreitenden Industrialisierung in die größeren Städte. Dies führte dazu, dass auch die Zahl der jüdischen Einwohner von Gommersheim zurückging. Ab Mitte der 1920er Jahre war die Zahl der Mitglieder der jüdischen Gemeinde so weit zurückgegangen, dass das zur Durchführung eines Gottesdienstes erforderliche Minjan nur noch gelegentlich erreicht wurde. Die Gemeindemitglieder besuchten zu diesem Zeitpunkt bereits überwiegend die Gottesdienste in der Synagoge in Geinsheim. Ab 1930 wurden keine Gottesdienste mehr abgehalten. 1932 wurde die jüdische Gemeinde Gommersheim aufgelöst und die Mitglieder gehörten ab diesem Zeitpunkt zur jüdischen Gemeinde Geinsheim. Ab 1933, nach der Machtergreifung Adolf Hitlers, wurden die jüdischen Einwohner immer mehr entrechtet und waren entsprechenden Repressionen ausgesetzt. Bis auf fünf jüdische Einwohner hatten bis 1940 alle die Gemeinde Gommersheim verlassen. Die letzten Einwohner jüdischen Glaubens wurden im Oktober 1940 im Zuge der sogenannten Wagner-Bürckel-Aktion in das französische Internierungslager Gurs deportiert.

## Entwicklung der jüdischen Einwohnerzahl
| Jahr           | Juden        | Jüdische Familien | Bemerkung                                    |
| -------------- | ------------ | ----------------- | -------------------------------------------- |
| 1670           |              | 4                 |                                              |
| 1686           |              | 4                 |                                              |
| 1786           | 39           | 7                 |                                              |
| 1808           | 52 oder 62   |                   |                                              |
| 1825           | 65           |                   | 8 Prozent der Bevölkerung von Gommersheim    |
| 1835           | 90           |                   | 10,6 Prozent der Bevölkerung von Gommersheim |
| 1851           | 101 oder 102 | 19                |                                              |
| 1857           | 76           |                   |                                              |
| 1861           | 67           |                   |                                              |
| 1869           | 42           |                   |                                              |
| 1890           | 50 oder 52   | 15                |                                              |
| 1900           | 45           |                   |                                              |
| 1905           | 53           |                   |                                              |
| 1924           | 30           |                   |                                              |
| 1933           | 22           |                   |                                              |
| 1936           | 13 oder 17   |                   |                                              |
| 1937           | 12           |                   |                                              |
| 1938           | 11           |                   |                                              |
| September 1940 | 5            |                   |                                              |
| 1.             |              |                   |                                              |

Quelle: alemannia-judaica.de; jüdische-gemeinden.de

## Einrichtungen

### Synagoge
Die Synagoge wurde 1826 in einem von der jüdischen Gemeinde erworbenen, aus dem 18. Jahrhundert stammenden Fachwerkhaus in der Hauptstraße 58 eingerichtet. 1937 wurde das Gebäude verkauft und 1966 abgerissen.

### Mikwe
Die Mikwe befand sich in einem gesonderten Gebäude direkt neben der Synagoge. Das Gebäude wurde 1966 gemeinsam mit der Synagoge abgerissen.

### Friedhof
Ein eigener Friedhof stand der Gemeinde nicht zur Verfügung. Die Verstorbenen wurden auf dem 1618 angelegten jüdischen Friedhof in Essingen beigesetzt.

### Schule
Die jüdische Gemeinde verfügte über eine eigene Schule. Diese war bis 1875 eine jüdische Konfessionsschule und ab diesem Zeitpunkt, aufgrund zurückgegangener Schülerzahlen, nur noch eine Religionsschule. Ab 1875 besuchten die jüdischen Kinder die katholische Schule der Gemeinde Gommersheim. Zeitweise war ein eigener Religionslehrer angestellt, der auch die Aufgaben des Vorbeters und Schochet innehatte.

## Opfer des Holocaust
Im Gedenkbuch – Opfer der Verfolgung der Juden unter der nationalsozialistischen Gewaltherrschaft 1933–1945 und in der Zentralen Datenbank der Namen der Holocaustopfer von Yad Vashem werden folgende Mitglieder der jüdischen Gemeinschaft Gommersheim (die dort geboren wurden oder zeitweise lebten) aufgeführt, die während der Zeit des Nationalsozialismus ermordet wurden:
| Name               | Vorname                     | Todeszeitpunkt   | Alter     | Ort des Todes                 | Bemerkung | Quellen |
| ------------------ | --------------------------- | ---------------- | --------- | ----------------------------- | --- | --- |
| Dreifus            | Jakob                       | unbekannt        | unbekannt | Konzentrationslager Auschwitz | Vom 28. Juni bis zum 23. September 1938 im KZ Dachau inhaftiert. Vom 23. September 1938 bis 5. Januar 1939 im KZ Buchenwald inhaftiert. Deportation am 22. Oktober in das Internierungslager Gurs. Am 5. August 1942 Deportation von Gurs in das Konzentrationslager Auschwitz (Transport 17 / Zug 901-12). | Yad Vashem (Datenbank, Datensatz Nr. 11489629 und 3170351) / Gedenkbuch für die Opfer der NS-Judenverfolgung in Deutschland                  |
| Dreifus            | Jenny                       | unbekannt        | unbekannt | Konzentrationslager Auschwitz | Deportation am 22. Oktober 1940 in das Internierungslager Gurs. Deportation am 5. August 1942 in das Konzentrationslager Auschwitz (Transport 17 / Zug 901-12). | Yad Vashem (Datenbank, Datensatz Nr. 3170087) / Gedenkbuch für die Opfer der NS-Judenverfolgung in Deutschland                               |
| Dreifus            | Josef                       | unbekannt        | unbekannt | Ghetto Litzmannstadt          | Vom 14. November 1938 bis 6. Februar 1939 im KZ Dachau inhaftiert. Deportation ab Frankfurt am Main am 20. Oktober 1941 nach Ghetto Litzmannstadt. | Yad Vashem (Datenbank, Datensatz Nr. 11489631) / Gedenkbuch für die Opfer der NS-Judenverfolgung in Deutschland                              |
| Dreifus            | Milka Emma                  | unbekannt        | unbekannt | Konzentrationslager Auschwitz | Deportation am 22. Oktober 1940 in das Internierungslager Gurs. Deportation ab Sammellager Drancy am 10. August 1942 nach Konzentrationslager Auschwitz. | Yad Vashem (Datenbank, Datensatz Nr. 11489634) / Gedenkbuch für die Opfer der NS-Judenverfolgung in Deutschland                              |
| Dreifus            | Siegmund (Zigmund, Sigmund) | unbekannt        | unbekannt | Konzentrationslager Auschwitz | Deportation am 22. Oktober 1940 in das Internierungslager Gurs. Deportation am 6. August 1942 in das Internierungslager Gurs. Deportation ab Sammellager Drancy am 10. August 1942 nach Konzentrationslager Auschwitz.                                                                                      | Yad Vashem (Datenbank, Datensatz Nr. 11489636, 4336586, 3937444 und 645491) / Gedenkbuch für die Opfer der NS-Judenverfolgung in Deutschland |
| Dreifuß            | Johanna                     | unbekannt        | unbekannt | Konzentrationslager Auschwitz | Deportation am 22. Oktober 1940 in das Internierungslager Gurs. Deportation ab Sammellager Drancy am 5. August 1942 nach Konzentrationslager Auschwitz (Transport 17 / Zug 901-12). | Yad Vashem (Datenbank, Datensatz Nr. 3170088) / Gedenkbuch für die Opfer der NS-Judenverfolgung in Deutschland                               |
| Dreifuss (Dreifuß) | Siegmund                    | unbekannt        | unbekannt | Konzentrationslager Auschwitz | Nach Frankreich emigriert. Inhaftiert im Sammellager Drancy. Deportation ab Internierungslager Gurs am 5. August 1942 nach Konzentrationslager Auschwitz (Transport 17 / Zug 901-12). | Yad Vashem (Datenbank, Datensatz Nr. 3170097 und 11489731) / Gedenkbuch für die Opfer der NS-Judenverfolgung in Deutschland                  |
| Grombacher         | Flora                       | unbekannt        | unbekannt | Konzentrationslager Auschwitz | Deportation am 22. Oktober 1940 in das Internierungslager Gurs. Deportation ab Sammellager Drancy am 10. August 1942 nach Konzentrationslager Auschwitz. | Yad Vashem (Datenbank, Datensatz Nr. 11510233) / Gedenkbuch für die Opfer der NS-Judenverfolgung in Deutschland                              |
| Lehmann            | Selma                       | unbekannt        | unbekannt | Konzentrationslager Auschwitz | Deportation am 22. Oktober 1940 in das Internierungslager Gurs. Deportation ab Sammellager Drancy am 10. August 1942 nach Konzentrationslager Auschwitz. | Yad Vashem (Datenbank, Datensatz Nr. 11571994) / Gedenkbuch für die Opfer der NS-Judenverfolgung in Deutschland                              |
| Mane               | Emilie                      | 6. November 1941 | 66 Jahre  | Internierungslager Gurs       | Deportation am 22. Oktober 1940 in das Internierungslager Gurs. | Yad Vashem (Datenbank, Datensatz Nr. 3201063 und 11587543) / Gedenkbuch für die Opfer der NS-Judenverfolgung in Deutschland                  |
| Metz               | Paula (Pauline)             | unbekannt        | unbekannt | Vernichtungslager Treblinka   | Deportation ab Darmstadt am 30. September 1942 nach Vernichtungslager Treblinka. | Yad Vashem (Datenbank, Datensatz Nr. 11622625) / Gedenkbuch für die Opfer der NS-Judenverfolgung in Deutschland                              |
| Simon              | Eugen                       | unbekannt        | unbekannt | Konzentrationslager Auschwitz | Deportation am 22. Oktober 1940 in das Internierungslager Gurs. Deportation ab Sammellager Drancy am 10. August 1942 nach Konzentrationslager Auschwitz. | Yad Vashem (Datenbank, Datensatz Nr. 11634356) / Gedenkbuch für die Opfer der NS-Judenverfolgung in Deutschland                              |
| Wolf               | Emma                        | unbekannt        | unbekannt | Konzentrationslager Auschwitz | Deportation am 22. Oktober 1940 in das Internierungslager Gurs. Deportation ab Sammellager Drancy am 10. August 1942 nach Konzentrationslager Auschwitz. (Transport 18 / Zug901-13) | Yad Vashem (Datenbank, Datensatz Nr. 3230813) / Gedenkbuch für die Opfer der NS-Judenverfolgung in Deutschland                               |
| 1.                 |                             |                  |           |                               | | |